# Jacques de Lières
Jacques de Lières (mort à Saint-Omer le 6 septembre 1703) est un ecclésiastique qui fut  évêque désigné d'Ypres de 1678 à 1693.

## Biographie
Jacques de Lières est issu d'une famille de Saint-Omer qui a déjà donné plusieurs officiers municipaux à la cité. Il est vicaire général en 1675 puis en 1676 doyen du chapitre de la cathédrale Notre-Dame de Saint-Omer lorsqu'il est nommé le 6 septembre 1678 évêque d'Ypres par le roi Louis XIV qui contrôle désormais la ville. Le souverain n'étant pas en possession de  l'indult, il ne reçoit pas ses bulles de confirmation avant l'Assemblée du clergé de 1682. La querelle relative à l'affaire de la régale qui survient ensuite entre le roi et le pape Innocent XI ne lui permet d'être confirmé et il renonce au siège épiscopal contre une pension de 3 000 livres. Ce n'est qu'en 1693 que Louis XIV, désormais en possession de  l'indult, peut nommer Martin de Ratabon. Ce dernier vint le visiter à Saint-Omer, et le chapitre le reçut le 16 juillet 1694 avec des honneurs particuliers. Jacques de Lières conserve jusqu'à sa mort en 1703 les fonctions de vicaire général.